# Laura Badeaová
Laura Gabriela Badeaová, provdaná Laura Gabriela Badeaová-Cârlescuová (* 28. března 1970 Bukurešť, Rumunsko), je bývalá rumunská sportovní šermířka, která se specializovala na šerm fleretem. Rumunsko reprezentovala v devadesátých letech a v prvním desetiletí jednadvacátého století. Na olympijských hrách startovala v roce 1992, 1996, 2000 a 2004 v soutěži jednotlivkyň a družstev. V soutěži jednotlivkyň získala na olympijských hrách 1996 zlatou olympijskou medaili. V roce 1995 získala v soutěži jednotlivkyň titul mistryně světa a v roce 1996, 1997 a 2004 titul mistryně Evropy. S rumunským družstvem fleretistek vybojovala na olympijských hrách stříbrnou (1996) a bronzovou (1992) olympijskou medaili. V roce 1994 vybojovala s družstvem titul mistryň světa a v roce 2004 vybojovala s družstvem titul mistryň Evropy.